# Оптина пустынь
Введе́нская О́птина пу́стынь — ставропигиальный мужской монастырь Русской православной церкви, расположенный недалеко от города Козельска Калужской области.

## Расположение и внешний вид
Монастырь находится на расстоянии 3 км на северо-восток от города Козельск: дорога пересекает реку Жиздру и идёт вдоль монастырской рощи. В 1832—1839 годах вокруг монастыря построили невысокую ограду и четыре наугольные башни.
В плане монастырь почти квадратный. В центре находится главный храм монастыря — собор во имя Введения во храм Пресвятой Богородицы. Вокруг собора крестообразно расположены церкви. На севере — церковь во имя Марии Египетской, переделанная в 1858 году из старой трапезной, на юге — церковь во имя Казанской иконы Божией Матери, построенная в 1811 году, на востоке — церковь во имя Владимирской иконы Божией Матери.
За монастырской рощей расположен скит, в котором происходят круглосуточные богослужения. В 2009 году в нём жили десять монахов. Когда он устраивался, вокруг него было запрещено рубить лес, «дабы навсегда он был закрытым». Здесь ещё целы домики, где останавливались Николай Гоголь, Фёдор Достоевский, Сергей Нилус, Константин Леонтьев. Сохранилась деревянная церковь во имя Иоанна Предтечи (1822), срубленная из того самого леса, который рос на месте скита. Вход в скит для мирян закрыт с 2013 года.
Сергей Нилус дал описание убранства оптинских келий в начале XX века: деревянная кровать, образ в углу с лампадой, стул, столик и рукомойник с тазом. Одежда послушникам (свитка) выдавалась в «рухольной».

## История

### XV—XVIII века
По преданию, основан в конце XIV века раскаявшимся разбойником по имени Опта (Оптия), в иночестве — Макарий. Синодик Оптиной обители 1670 года, переписанный с древнего синодика, свидетельствует, что Оптинская обитель существовала уже в XV столетии: в ней в разных отделениях проживали иноки и инокини, что было возможно до Соборного определения 1503 года, которое ввело строгое разделение монастырей на мужские и женские.
Первые письменные свидетельства об Макарьевской Оптиной пустыни относятся к царствованию Бориса Годунова. В Козельских писцовых книгах (1629, 1630, 1631 годы) значится, что монастырю дано на поминовение о царе Феодоре Иоанновиче (ум. 1598) «на свечи и ладан». По окончании Смутного времени Оптина пустынь оправилась от постигших её бедствий, от литовского разорения. Старейшая вкладная книга с 1670 года свидетельствует о вкладах царствующих особ.
В 1689 году началось в монастыре строительство первой каменной церкви Введения Пресвятыя Богородицы с приделом во имя преподобного Пафнутия Боровского.
В XVIII веке материальное состояние монастыря было тяжёлым. В 1704 году по указу Петра I Оптина пустынь должна была платить оброк государству, деньги были нужны на строительство Петербурга и на войну со шведами. Этот оброк был обременителен для Оптиной пустыни. По просьбам к прежним вкладчикам можно судить о бедственном положении Оптиной пустыни. К 1724 году в обители было 12 человек.
Оптина пустынь была упразднена в 1724 году по Духовному регламенту и была присоединена к Белёвскому Спасо-Преображенскому монастырю. Однако в конце 1726 года по указу императрицы Екатерины I Оптина пустынь восстановлена. На основании указа архиепископа Сарского и Подонского Леонида от 11 июля 1727 года архимандриту Тихону, настоятелю Белёвского Спасо-Преображенского монастыря, Оптиной пустыни было возвращено монастырское имущество.
В 1741 году началось строительство деревянной колокольни. В 1750 году началось строительство нового храма во имя Введения Пресвятыя
Богородицы, с двумя приделами: с южной стороны — придел преподобного Пафнутия Боровского, чудотворца, с северной — великомученика Феодора Стратилата. В 1759 году храм уже был почти готов, в этом же году освящён был придел Пафнутия Боровского.
В 1764 году по указу Екатерины II в ходе секуляризационной реформы Оптина пустынь вошла в число заштатных монастырей в Крутицкую епархию.
В 1768 году завершилось строительство нового соборного храма благодаря богатым вкладам новых благодетелей. В 1770 году по отчёту числились трое монашествующих. В 1773 году в монастыре были двое монахов преклонного возраста.
Положение монастыря стало меняться в 1795 году, когда митрополит Московский и Калужский Платон обратил внимание на нужды обители. В 1796 году он посетил Оптину пустынь, и ему очень понравилось это место. По его настоянию в настоятели обители был назначен иеромонах Авраамий, опытный старец из Песношенской обители. Уже в 1797 году братия обители насчитывала 12 человек.
В 1799 году Оптина пустынь перешла во вновь открытую Калужскую епархию. Епископ Калужский Феофилакт (Русанов) обращал особое внимание на возрождавшуюся обитель.

### XIX век

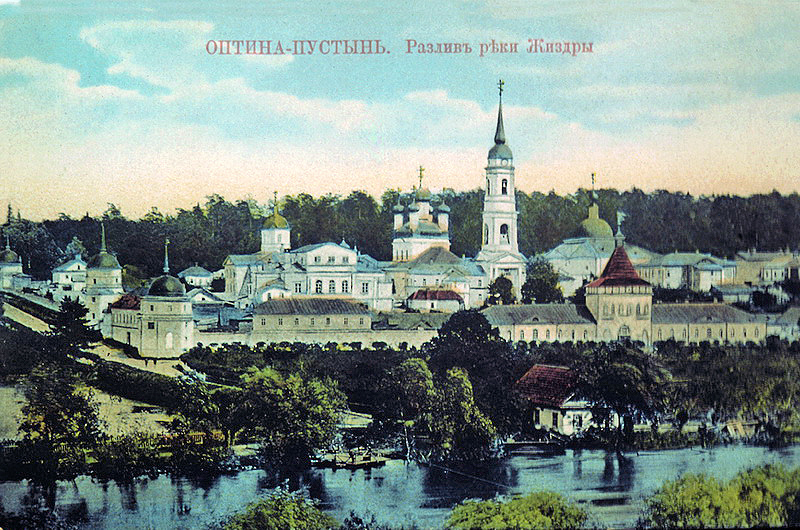
Монастырь в XIX веке.

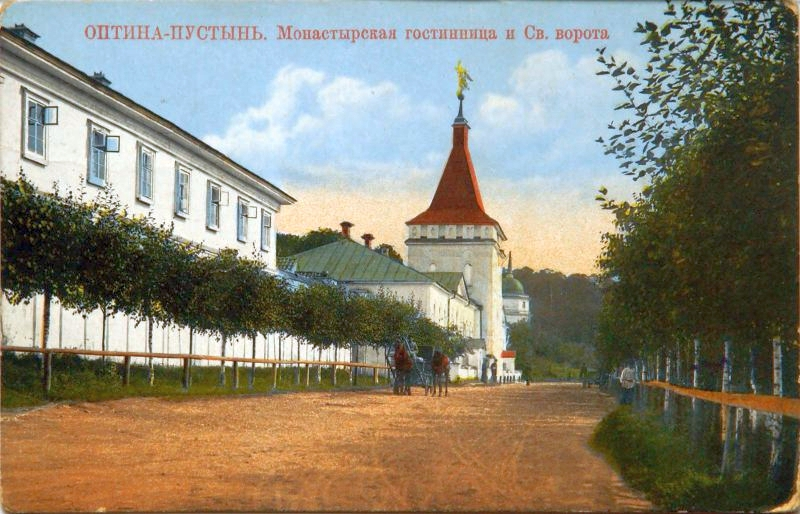
Вид западной монастырской стены Оптиной Пустыни. Монастырская гостиница и Св. ворота. Цветная фототипия, 1907

В 1802 году было начато строительство новой трёхъярусной колокольни в 30 сажен высоты. К ней с обеих сторон были пристроены флигели для братских келий. В 1804 году было закончено строительство колокольни и левого флигеля, а в 1806 г. построили и правый. В 1805 году было начато строительство Казанского храма, а в 1809 году начали строить больничную церковь с шестью при ней кельями. Материал на строительство церкви пожертвовал надворный советник Камынин. Оба храма были достроены в 1811 году и освящены преосвященным Евлампием, епископом Калужским и Боровским: 26 августа 1811 года освятили больничную, 23 октября 1811 года — Казанскую церковь.
18 января 1809 года по просьбе игумена Авраамия и по ходатайству епископа Феофилакта указом Святейшего Синода штат насельников монастыря был увеличен до 30 насельников (вместе с настоятелем).
В 1821 году в монастыре был устроен скит. Здесь селились пустынники — люди, которые многие годы провели в совершенном уединении. Всей духовной жизнью монастыря стал ведать старец (настоятель оставался администратором). Со всех сторон к монастырю потянулись люди, стремившиеся к духовной жизни. Оптина стала одним из духовных центров России. Стали поступать пожертвования; монастырь приобрел угодья, мельницу, обустроил каменные здания.
При игумене Моисее обитель Оптинская цвела такой высокой нравственностью, что каждый мальчик послушник был, как старец. Я видел там в полном смысле слова земных ангелов и небесных жителей. Что это было за примерное благочиние, послушание, терпение, смиренномудрие, кротость, смирение! Оптина была школой для российского монашества
Монастырь активно занимался книгоиздательством, в этом ему помогали братья Киреевские, Иван и Пётр, писатели Константин Леонтьев, Сергей Нилус и другие.
С Оптиной пустынью связаны эпизоды в жизни некоторых писателей и мыслителей России. Летом 1878 года В. С. Соловьёв сопровождал Ф. М. Достоевского в Оптину после тяжёлой драмы — смерти сына в мае того же года. Писатель пробыл в скиту три дня. Некоторые детали в «Братьях Карамазовых» возникли под впечатлением этой поездки. Прототипом старца Зосимы явился старец Амвросий (прп. Амвросий Оптинский, канонизирован в 1988 году), живший в то время в скиту Оптиной пустыни.

### XX век
На рубеже 1890-х и в 1900-х годов в Оптиной пустыни проживал Митя Козельский — русский юродивый, пользовавшийся позже расположением и доверием императора Николая II и императрицы Александры Фёдоровны. После удаления от двора он стал ярым противником Григория Распутина. 23 января 1918 года декретом СНК Оптина пустынь была закрыта, но монастырь ещё существовал под видом «сельскохозяйственной артели». Весной 1923 года закрыли сельхозартель, обитель перешла в ведение Главнауки. Как исторический памятник была названа «Музей Оптина пустынь».
На территории монастыря Оптина пустынь в 1931 году был открыт дом отдыха имени Горького. В ноябре 1939 года, после раздела Польши по приказу Лаврентия Берии НКВД СССР преобразовал дом отдыха в концлагерь «Козельск-1», где разместили около 5000 польских офицеров, около 4400 из них позднее были отправлены в Катынь на расстрел.
Во время Великой Отечественной войны на территории Оптиной пустыни сначала был госпиталь, в 1944—1945 годах проверочно-фильтрационный лагерь НКВД СССР для возвратившихся из плена советских офицеров, а после войны до 1949 года размещалась воинская часть.
17 ноября 1987 года постановлением Правительства РСФСР Оптина пустынь была передана Русской православной церкви. По словам Константина Харчева, «Оптину пустынь предложил вернуть член Политбюро Александр Яковлев». Определение Священного синода Русской православной церкви об открытии монастыря принято 30 декабря 1987 года.
3 июня 1988 в надвратой башне обители в день Владимирской иконы Божией Матери состоялась первая Божественная литургия.
1 февраля 1990 года Оптиной пустыни был возвращён Иоанно-Предтеченский скит.
В настоящее время монастырь практически полностью восстановлен.

## Постройки

### Внутри основной ограды
| название | фото | описание | годы                                         |
| --- | ---- | --- | -------------------------------------------- |
| Введенский собор |      | Главный храм обители. Престолы: Введения во Храм Пресвятой Богородицы (главный), преп. Амвросия Оптинского (северный), святителя Николая Чудотворца (южный). Святыни: мощи преподобных Амвросия и Нектария Оптинских, а также особо почитаемая Казанская икона Божией Матери. Во Введенском храме совершаются ежедневно: полунощница, ранняя литургия, панихида, молебен с акафистом преп. Амвросию. В воскресные дни: ранняя литургия, молебен с акафистом преп. Амвросию. | 1750—1771                                    |
| Храм в честь Казанской иконы Божией Матери                                                                                 |      | Самый большой храм в Оптиной Пустыни, в нём проводится ежедневно вечернее богослужение, а также воскресные и праздничные поздние литургии. Престолы: Казанской иконы Божией матери (центральный); великомучеников Георгия Победоносца и Феодора Стратилата (северный); — Кресто-воздвиженский (южный). Святыни: мощи преподобных Моисея, Антония и Исаакия I Оптинских. Силами монастырских братий-иконописцев стены храма украшаются фресками, выполненными по древнему способу «влажной» росписи. | 1805 — 1811                                  |
| Храм в честь Владимирской иконы Божией Матери                                                                              |      | Однопрестольный храм-усыпальница для обретенных 7—10 июля 1998 года мощей преподобных старцев Оптинских: Льва, Макария, Илариона, Анатолия (Зерцалова), Варсонофия, Анатолия (Потапова), Иосифа. Их мощи перенесены во Владимирский храм 23 октября 1998 года и положены в гранитные раки для поклонения верующих. Во Владимирском храме ежедневно совершаются: исповедь, водосвятный молебен, акафист преподобным Старцам Оптинским. | полностью разрушен. Заново построен в 1998   |
| Храм в честь Преображения Господня                                                                                         |      | Храм является новым: на его месте никогда не было храма. Заложен 14 августа 2005 года Святейшим Патриархом Алексием II во время его последнего посещения Оптиной Пустыни. Освящён 30 декабря 2007 года наместником обители архимандритом Венедиктом. | 2005—2007                                    |
| Храм в честь преподобной Марии Египетской                                                                                  |      | Построен в 1824 году как братская трапезная. В 1850-х было построено новое здание трапезной, а в этом здании устроили церковь в честь преподобной Марии Египетской и святой праведной Анны, матери Пресвятой Богородицы. Храм освящён 8 июня 1858 года. В 1880-х годах храм был перестроен по инициативе старца Амвросия. В нём стало два придела: один — в честь преп. Марии Египетской и св. прав. Анны; второй — в честь святителя Амвросия Медиоланского и благоверного князя Александра Невского (Святых покровителей преподобного старца Амвросия). Оба придела храма освящены были Калужским епископом Владимиром 1-го и 2-го декабря 1885 года. Ныне часть помещений на втором этаже занимает иконописная мастерская. Храм восстанавливается и готовится к освящению | 1824; перестроен в 1850-е и в 1881—1886 годы |
| Часовня Воскресения Христова на месте погребения убиенных оптинских братий: иеромонаха Василия, иноков Трофима и Ферапонта |      | Находится на монастырском кладбище в юго-восточной части монастыря. В часовне по субботам совершается заупокойная лития. Построена по проекту архитектора Алонова Ю. Г. | 2008                                         |
| Колокольня |      | Высота — 64 метра. Выдержана в стиле классицизма, имеет четыре яруса. Первый ярус имеет форму кубическую, после чего плавно переходит в цилиндрическую форму верхних ярусов. В завершении аттиковая часть, в ней разместилась палатка для часов, а над самим строением находился крест. К колокольне в 1811 году были два братских корпуса. В нижнем ярусе расположены святые врата. До революции от главного входа, располагавшегося под Владимирской башней, к колокольне вела большая лестница. Пройдя под колокольней, паломник попадал к соборному храму. | 1801—1804                                    |
| Надвратная церковь Владимирской иконы Божией Матери (Владимирская башня) с воротами                                        |      | Расположена в середине западной стены ограды. Завершается четырёхгранным шатром. В дореволюционный период ворота под Владимирской башней были главным входом в монастырь, в связи с чем именовались святыми. В 1988 году в башне был устроен храм в память разрушенной больничной церкви. Башня стала первым местом, где после возрождения монастыря стали регулярно совершаться богослужения. В настоящее время сохранена, но регулярные богослужения не проводятся. | 1830-е                                       |
| Деревянная звонница |      | Звонница, где на Пасху 1993 года были убиты иноки Трофим (Татарников) и Ферапонт (Пушкарёв). Пропитанные их кровью доски настила сняли долотом, чтобы сохранить как святыню. | начало 1990-х                                |
| Часовня-сень |      | расположена на монастырском некрополе |                                              |
| северный флигель братских келий                                                                                            |      | пристроен к колокольне | 1811                                         |
| южный флигель братских келий                                                                                               |      | пристроен к колокольне, в настоящее время Издательский отдел | 1811                                         |
| Братская трапезная |      | В 1865 году стены зала были расписаны живописцем Василием Петровичем Петровым в стиле классицизма с элементами барокко. После закрытия обители живописная роспись братской трапезной была закрашена. В трапезном зале расположился клуб. Западная стена трапезной, где были изображены фигуры некоторых Оптинских старцев и особо чтимых в обители архиереев, наиболее сильно пострадала, так как там располагалась будка с кинопроектором. В конце 1980-х годы при проведении исследовательских работ под несколькими слоями краски и штукатурки была обнаружена роспись. Реставрацией в начале 1990-х годов занимался известный московский художник Лев Шархун с артелью. Вновь были написаны фигуры во весь рост — преподобных Оптинских Старцев Антония, Иосифа и Варсонофия. Не восстановлена фигура настоятеля игумена Авраамия. В зале сейчас, как и до революции, братия монастыря собирается на трапезу. | 1856 — 1858                                  |
| Хлебопекарнный корпус |      | | 1842                                         |
| Библиотечный корпус |      | | 1859                                         |
| Патриарший (Библиотечный) корпус                                                                                           |      | Располагается монастырская библиотека |                                              |
| Келейный корпус |      | Дом старцев |                                              |
| Церковная лавка «Свечи. Просфоры».                                                                                         |      | |                                              |
| Гостиница для священнослужителей                                                                                           |      | Лазарет соприкасается с Лазаретной башней, в которой расположена священническая гостиница |                                              |
| монастырская постройка |      | расположена около Преображенской церкви |                                              |
| Святые (южные) врата |      | Главным входом в монастырь теперь стал южный, над которым в начале 2000-х годов построена новая трёхъярусная шатровая башня. | 1830-е, 2000-е                               |
| Пафнутьевская башня |      | Юго-западный угол ограды. Названа так потому, что указывала направление на Пафнутьевский источник. | 1830-е                                       |
| Паромная башня |      | Северо-западный угол ограды. Названа так потому, что находилась напротив паромной переправы через Жиздру | 1830-е                                       |
| Никольская башня |      | | 1812 — 1825                                  |
| Северные (Никольские) ворота                                                                                               |      | | 1833 — 1839                                  |
| Библиотечная башня |      | Северо-восточный угол ограды. Названа из-за того, что близ неё располагался библиотечный корпус. | 1833 — 1839                                  |
| Скитская башня |      | | 1825 — 1839                                  |
| Лазаретная башня |      | Юго-восточный край ограды. Названа так потому, что располагалась вблизи больницы (теперь священническая гостиница) | 1833 — 1839                                  |
| Конный двор |      | На северной стороне монастырской территории в начале XIX века возник деревянный конный двор, который в 1839 году передвинулся к западу. Кроме конюшен, сараев, келий для эконома здесь же выстраивались различные хозяйственные корпуса, которые образовали целый хозяйственный комплекс. | 1839                                         |

### Иоанно-Предтеченский скит
| название                                                               | фото | описание | построено |
| ---------------------------------------------------------------------- | ---- | --- | --------- |
| Храм в честь св. Иоанна Предтечи и Крестителя Господня                 |      | Однопрестольный. Богослужения совершаются по особому скитскому уставу. Паломники не допускаются | 1825      |
| Храм в честь святителя Льва Катанского и преподобного Иоанна Рыльского |      | В 1901 году на строительство было получено благословение Иоанна Кронштадтского, небесным покровителем которого был преподобный Иоанн Рыльский. В том же году состоялась закладка, а 26 октября 1902 года — освящение церкви. Церковь исполнена в русском стиле, в подвальном помещении устроен придел в честь архангела Михаила, на верхнем этаже, над храмом, в помещении с 14 полуовальными окнами, разместилась библиотека, над входом установлена звонница. К зданию примыкало 2-этажное помещение с кельями, под ним устроены кладовые и духовые печи, на 2-м этаже поместили скитскую ризницу. 23 октября 2024 года храм освящен митрополитом Наро-Фоминским Никандром (Пилишиным). В настоящее время в здании храма размещается переплетная мастерская. В нижнем полуподвальном помещении находится храм в честь Архангела Михаила. Посторонние не допускаются. | 1901—1902 |

### Прочие постройки
| название                                                | фото | описание | построено                                          |
| ------------------------------------------------------- | ---- | --- | -------------------------------------------------- |
| Храм в честь прп. Илариона Великого                     |      | Однопрестольный. Находится вне стен монастыря, в одном здании с гостиницей и паломнической трапезной. В этом храме совершаются Таинства для мирян: крещение, отпевание усопших.                                                    | 1874                                               |
| Храм в честь иконы Божией Матери «Спорительница хлебов» |      | Однопрестольный. Находится на территории подсобного хозяйства монастыря. | 1997—2000                                          |
| Храм в честь Всех Святых                                |      | Находится на бывшем новом монастырском кладбище за оградой монастыря. Церковь каменная, со сводами, одноглавая. Иконостас одноярусный. После закрытия обители был полностью разрушен. После возрождения монастыря возведён заново. | 1861—1864. Разрушена. Построена заново в 2003 году |

## Оптинские старцы
На Поместном соборе 1988 года прославлен иеросхимонах Амвросий (Гренков). Остальные старцы прославлены 26 июля 1996 года как местночтимые, а в 2000 году общецерковно.
25 декабря 2009 года Священный синод Русской православной церкви утвердил службу Собору преподобных Оптинских старцев, подготовленную Синодальной богослужебной комиссией, и рекомендовал её к общецерковному богослужебному употреблению.
Иеромонах Никон (Беляев) прославлен в чине преподобноисповедника, расстрелянный большевиками архимандрит Исаакий II (Бобраков) — в чине преподобномученика.
1. Иеросхимонах Лев (Наголкин) (1768—1841) — первый основатель и вдохновитель оптинского старчества. Выражением евангельской любви была вся жизнь этого старца, проходившая в самоотверженном служении Богу и ближним. Своими подвигами, непрестанной молитвой и богоподражательным смирением он стяжал обильные дары Святого Духа.
2. Иеросхимонах Макарий (Иванов) (1788—1860) старчествовал в Оптиной пустыни в одно время с преподобным Львом, а после его кончины до самой своей смерти нёс великий и святой подвиг старческого окормления. С именем старца Макария связано начало издания в монастыре святоотеческих трудов, которое объединило вокруг обители лучшие духовные и интеллектуальные силы России. Под его духовным руководством находилась не только Оптина пустынь, но и многие другие монастыри, а письма к монашествующим и мирянам, изданные обителью, стали бесценным руководством для каждого христианина в духовной жизни.
3. Схиархимандрит Моисей (Путилов) (1782—1862) явил удивительный пример сочетания строгого подвижничества, смирения и нестяжания с мудрым управлением обителью и широкой благотворительной деятельностью. Именно благодаря его безграничному милосердию и состраданию к бедным обитель давала приют множеству странников. При схиархимандрите Моисее были воссозданы старые и построены новые храмы и здания обители. Своим видимым расцветом и духовным возрождением Оптина пустынь обязана мудрому настоятельству старца Моисея.
4. Схиигумен Антоний (Путилов) (1795—1865) — брат и сподвижник схиархимандрита Моисея, смиренный подвижник и молитвенник, через всю жизнь терпеливо и мужественно нёсший крест телесных болезней. Он всемерно способствовал деланию старчества в скиту, которым руководил в течение 14 лет. Письменные наставления преподобного старца являются дивным плодом его отеческой любви и дара учительного слова….
5. Иеросхимонах Иларион (Пономарев) (1805—1873) — ученик и преемник старца Макария. Будучи ревностным защитником и проповедником православной веры, он сумел возвратить в лоно Православной церкви многих заблудших и отпавших от православной веры.
6. Иеросхимонах Амвросий (Гренков) (1812—1891) — великий подвижник земли Русской, святость и богоугодность жития которого Бог засвидетельствовал многими чудесами[20], а православный верующий народ — искренней любовью, почитанием и благоговейным обращением к нему в молитве…
7. Схиархимандрит Исаакий (Антимонов) (1810—1894) — приснопамятный настоятель Оптиной пустыни, сочетавший в себе твёрдое управление обителью и тончайшее искусство пастырского руководства со смиренным послушанием великим Оптинским старцам и высоким подвижничеством. Делом жизни схиархимандрита Исаакия было хранение и утверждение в обители духовных заветов старчества.
8. Иеросхимонах Анатолий (Зерцалов) (1824—1894) — скитоначальник и старец, наставлял в духовной жизни не только иноков Оптиной пустыни, но и также насельниц Шамординской женской обители и других монастырей. Являясь пламенным молитвенником и подвижником, он был для всех приходящих к нему чутким отцом, терпеливым учителем, всегда делясь сокровищем мудрости, веры и особой духовной радости. Старец Анатолий обладал удивительным даром утешения.
9. Иеросхимонах Иосиф (Литовкин) (1837—1911) — ученик и духовный преемник преподобного Амвросия, явивший образ великого смирения, незлобия, непрестанной умносердечной молитвы, старец не раз удостаивался явления Божией Матери. По воспоминаниям современников, многие ещё при жизни иеросхимонаха Иосифа видели его озарённым благодатным божественным светом.
10. Схиархимандрит Варсонофий (Плиханков) (1845—1913) — скитоначальник, о котором старец Нектарий говорил, что благодать Божия в одну ночь из блестящего военного сотворила великого старца. Не жалея самой жизни, он исполнял свой пастырский долг в Русско-японской войне. Старец обладал необыкновенной прозорливостью, ему открывался внутренний смысл происходящих событий, он видел сокровенность сердца пришедшего к нему человека, с любовью пробуждая в нём покаяние.
11. Иеросхимонах Анатолий II (Потапов) (1855—1922), прозванный в народе утешителем, был наделён Господом великими благодатными дарами любви и утешения страждущих, прозорливости и исцеления. Смиренно неся своё пастырское служение в тяжёлые дни революционной смуты и безбожия, старец утверждал своих духовных чад в решимости даже до смерти быть верными святой православной вере.
12. Иеросхимонах Нектарий (Тихонов) (1853—1928) — последний соборно избранный Оптинский старец, который подвигом непрестанной молитвы и смирения обрел величайшие дары чудотворения и прозорливости, нередко скрывая их под видом юродства. Во дни гонений на Церковь, сам находясь в изгнании за исповедание веры, неустанно окормлял верующих.
13. Иеромонах Никон (Беляев) (1888—1931) — ближайший ученик старца Варсонофия, пламенный молитвенник и любвеобильный пастырь, самоотверженно исполнявший старческое служение уже после закрытия Оптиной пустыни, претерпевший мучения от безбожников и скончавшийся в изгнании, как исповедник.
14. Архимандрит Исаакий II (Бобраков) (1865—1938) — последний настоятель Оптиной пустыни, испытавший всю тяжесть разорения и поругания святой обители. Неся свой крест настоятельского служения в годы испытаний и скорбей, он был исполнен несокрушимой веры, мужества и всепрощающей любви. Четырежды претерпел тюремное заключение. Расстрелян 8 января 1938 года и захоронен в братской могиле в лесу на 162-м километре Симферопольского шоссе.

## Оптинские новомученики
Русской Православной Церковью прославлены в лике новомучеников и исповедников 15 человек, из числа тех, кто пострадал в годы репрессий XX века: преподобномученики Евфимий (Любовичев), Пантелеимон, Лаврентий (Левченко), Серафим, Пафнутий, Рафаил, Игнатий, Викентий, Гурий, Иоанникий, Исаакий; преподобноисповедники Рафаил, Агапит (Таубе), Никон, Севастиан (Фомин); мученик Борис.
На Пасху 1993 года были убиты три монаха монастыря — иеромонах Василий и иноки Ферапонт и Трофим. Все трое были поражены в сердце длинным кинжалом с надписями на ручке «666», «сатана». Через 6 дней был арестован их убийца. Он был признан невменяемым и помещен в лечебницу закрытого типа, где находится и сейчас. В 2008 году над местом погребения убиенных монахов была построена часовня, в честь Воскресения Христова.
На Страстную Пятницу в 1994 году в лесу, на пути от скита в монастырь, ритуальным сатанинским оружием — длинной иглой — был убит молодой паломник, друг детства послушника Александра, Юрий (Георгий), приехавший в Оптину пустынь на праздник Пасхи из Тольятти.
В 2006 году в оптинском издательстве вышла книга «Оптина пустынь. Годы гонений», в которую были включены жития новопрославленных святых, составленные игуменом Дамаскиным (Орловским). В следующем году был опубликован первый выпуск «Оптинского альманаха», большая часть которого посвящена гонениям советского периода. Также готовится к выходу сборник «Жития новомучеников и исповедников Оптиной пустыни». В этот сборник войдут жития преподобномучеников Евфимия (Любовичева), Лаврентия (Левченко), Иоанникия (Дмитриева), Серафима (Гущина), Рафаила (Тюпина), Гурия (Самойлова), Пафнутия (Костина), Игнатия (Даланова), Викентия (Никольского), Евтихия (Диденко), Марка (Махрова), Авенира (Синицына), Саввы (Суслова), мученика Бориса Козлова, преподобноисповедников Никона (Беляева), Рафаила (Шеченко), Севастиана (Фомина), а также письма преподобноисповедника Рафаила в полном объёме.

## Настоятели и наместники
- основатель — Макарий (Опта)
- упом. 1625 — Сергий
- упом. 1630 — Феодор, иеромонах
- 1688—? — Дорофей, иеромонах
- 1700—1709 — Моисей, игумен
- 1709 — ранее 1716 — Дорофей, игумен
- упом. 1716 — Иосиф, игумен
- 1717—1724 — Леонид
- Сергий
- 1731—? — Авраамий
- 1760—1762 — Пафнутий, игумен
- 1762—1763 — Моисей, игумен
- 1763—1765 — Филарет
- 1765 — 27 марта 1768 — Никанор
- 1768—1770 — Серапион, иеромонах
- 3 декабря 1770 — январь 1775 — Аристарх
- 1775—1779 — Феодосий, иеромонах
- 1779—1780 — иеромонах Корнилий
- 1780—1782 — Александр
- 1783—1789 — Андрей, иеромонах
- 1789—1792 — Иосаф, иеромонах
- 1792—1795 — Антоний
- 1795—1796 — Иосиф, иеромонах
- 1796—1817 — Авраамий, игумен
- 1817—1819 — Маркелл, игумен
- 1821—1825 — Даниил (Александров), игумен
- 1825 — 16 июня 1862 — Моисей (Путилов), схиархимандрит.
- 1862 — 22 августа 1894 — Исаакий (Антимонов), схиархимандрит.
- 1894—1899 — Досифей (Силаев), архимандрит.
- 1899 — 30 августа 1914 — Ксенофонт (Клюкин)
- 30 августа 1914—1923 — Исаакий (Бобраков), схиархимандрит.
- октябрь 1987 — май 1988 — Иосиф (Братищев)
- 23 мая 1988 — 27 октября 1990 — Евлогий (Смирнов)
- 16 января 1991 — 22 января 2018 — Венедикт (Пеньков)
- 24 января 2018 — 14 июля 2018 — Никита (Суриков), игумен, и. о. наместника, благочинный
- 14 июля 2018 — 29 декабря 2021 — Леонид (Толмачёв)
- с 29 декабря 2021 — Иосиф (Королёв)[22]

## В нумизматике и филателии

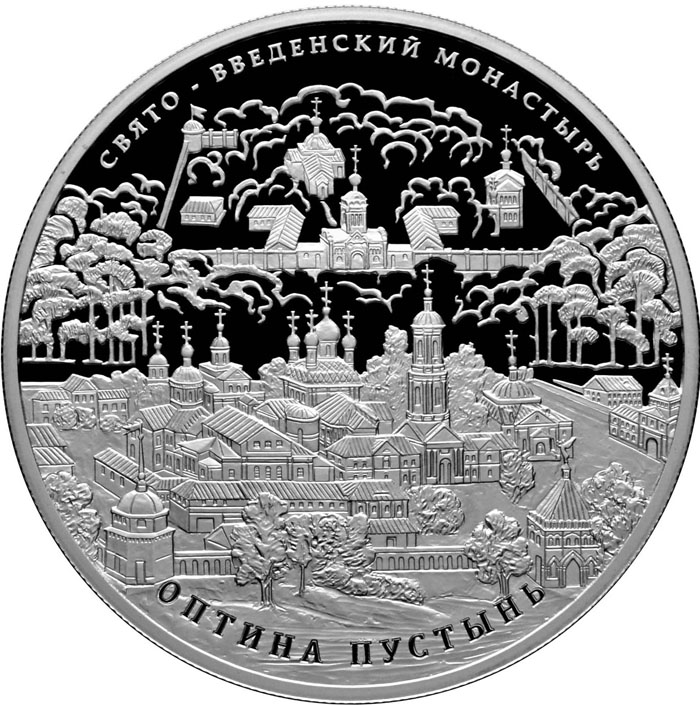
Монета Банка России — Серия: Памятники архитектуры России: «Свято-Введенский монастырь „Оптина пустынь“. 25 рублей из серебра, реверс.
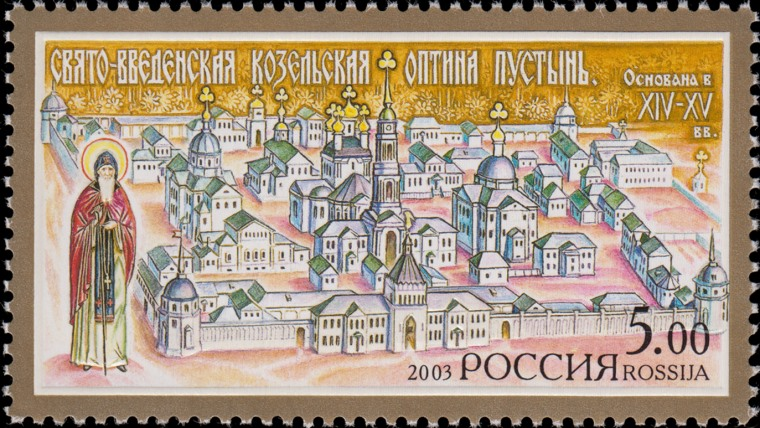
Почтовая марка 2003 год. Серия «Монастыри Русской православной церкви»
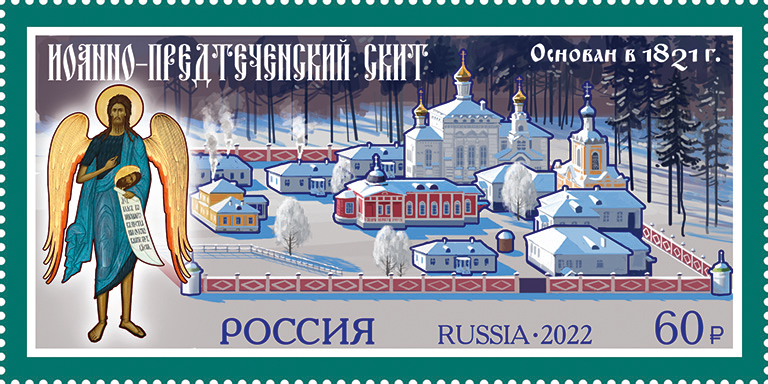
Почтовая марка 2022 год. Серия «Монастыри Русской православной церкви». Иоанно-Предтеченский скит при ставропигиальном мужском монастыре Введенская Оптина пустынь